# Dan Voiculescu (Mathematiker)

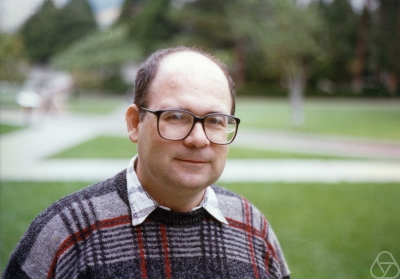
Voiculescu

Dan-Virgil Voiculescu (* 14. Juni 1949 in Bukarest) ist ein rumänisch-US-amerikanischer Mathematiker.
Voiculescu studierte 1967 bis 1972 an der Universität Bukarest, wo er 1977 bei Ciprian Foias promovierte.  Ab 1972 war er Assistent an der Universität Bukarest und 1973 und bis 1975 am Institut für Mathematik der Rumänischen Akademie der Wissenschaften. Nach der Auflösung des Instituts 1975 war er am INCREST in Bukarest. 1986 nutzte er einen Besuch des ICM in Berkeley um in den USA zu bleiben. Er war zunächst Gastprofessor und ab 1987 Professor an der University of California, Berkeley, wo er schon im Frühjahr 1981 Visiting Associate Professor war. Er war unter anderem Gastprofessor am Institut Henri Poincaré in Paris (2000), am Centre de Recherches Mathematiques in Montreal (1991), an der Universität Paris VI (1997), an der ETH Zürich (1997), an der Universität Berkeley (Miller Professor 1997/98) und Gastwissenschaftler am Fields Institute in Toronto, am IHES, dem Schrödinger Institut in Wien und am Clay Mathematics Institute (2000).
2006 wurde Voiculescu Mitglied der National Academy of Sciences, deren NAS Award in Mathematics er 2004 für die Entwicklung der Theorie der Freien Wahrscheinlichkeit (Free Probability) und speziell der Anwendung auf Zufallsmatrizen und Entwicklung eines neuen Entropie-Konzepts sowie Anwendungen in der Lösung schwieriger Probleme in der Theorie der Von Neumann Algebren erhalten hatte. Das „Freiheits“-Konzept ist dabei ein neues Konzept innerhalb der nichtkommutativen Wahrscheinlichkeitstheorie (mit nicht kommutierenden stochastischen Variablen) analog der üblichen statistischen Unabhängigkeit. Viele Sätze und Konzepte der gewöhnlichen Wahrscheinlichkeitstheorie haben dort Analogien, wie ein zentraler Grenzwertsatz und auch ein neues Entropie Konzept.
1997 war er Guggenheim-Stipendiat. Er war Invited Speaker auf dem ICM 1983 in Warschau (Hilbert space operators modulo normed ideals) und hielt einen Plenarvortrag auf dem ICM 1994 in Zürich (Free Probability: Random Matrices and Von Neumann Algebras). Er ist Fellow der American Mathematical Society. 1992 war er eingeladener Sprecher auf dem Europäischen Mathematikerkongress in Paris (Alternative entropies in operator algebras). 2014 wurde er Ehrendoktor der University of Waterloo.
Er ist seit 1979 verheiratet.

## Schriften
- Symmetries arising from free probability, in: Pierre Cartier u. a.: Frontiers in Number Theory, Physics and Geometry, Band 1, Springer Verlag 2006